# Millie Hughes-Fulford
Millie Elizabeth Hughes-Fulford (Mineral Wells, Texas; 21 de diciembre de 1945-San Francisco, California; 2 de febrero de 2021) fue una investigadora médica, bióloga molecular y astronauta estadounidense de la NASA que voló a bordo de una misión del transbordador espacial Columbia como especialista en carga útil en 1991.

## Biografía
Hughes-Fulford nació en Mineral Wells, Texas, y se graduó de la Escuela Secundaria Mineral Wells en 1962, luego recibió un Bachelor of Science en Química y Biología por la Universidad Estatal de Tarleton en 1968, y su Ph.D. por la Universidad de la Mujer de Texas, en 1972. Fue bancaria de la Asociación Estadounidense de Mujeres Universitarias desde 1971 hasta 1972. Tras completar su doctorado en la TWU se unió a la facultad de Southwestern Medical School, Universidad de Texas en Dallas como becaria postdoctoral con Marvin D. Siperstein, donde su investigación se centró en la regulación del metabolismo del colesterol. Unos años más tarde, completó una Maestría en Ciencias en Administración Pública de la Universidad de Troy.
Ha contribuido con más de 120 artículos y resúmenes sobre la regulación del crecimiento óseo y del cáncer. Desde entonces, fue nombrada Empleada Federal del Año en la Región Occidental en 1985, y la International Zontian en 1992 y mujer del año en el condado de Marin en 1994. Fue una de las principales componentes del Cuerpo Médico de la Reserva del Ejército de Estados Unidos asta 1995.
Fue integrante de la Asociación Estadounidense para el Avance de la Ciencia, la Sociedad Estadounidense de Ciencias Gravitacionales y Biología, la Sociedad Estadounidense de Investigación Ósea y Mineral, la Sociedad Estadounidense de Biología Celular y la Asociación de Exploradores Espaciales. Se casó con George Fulford y tiene una hija llamada Tori.

## Carrera en la NASA

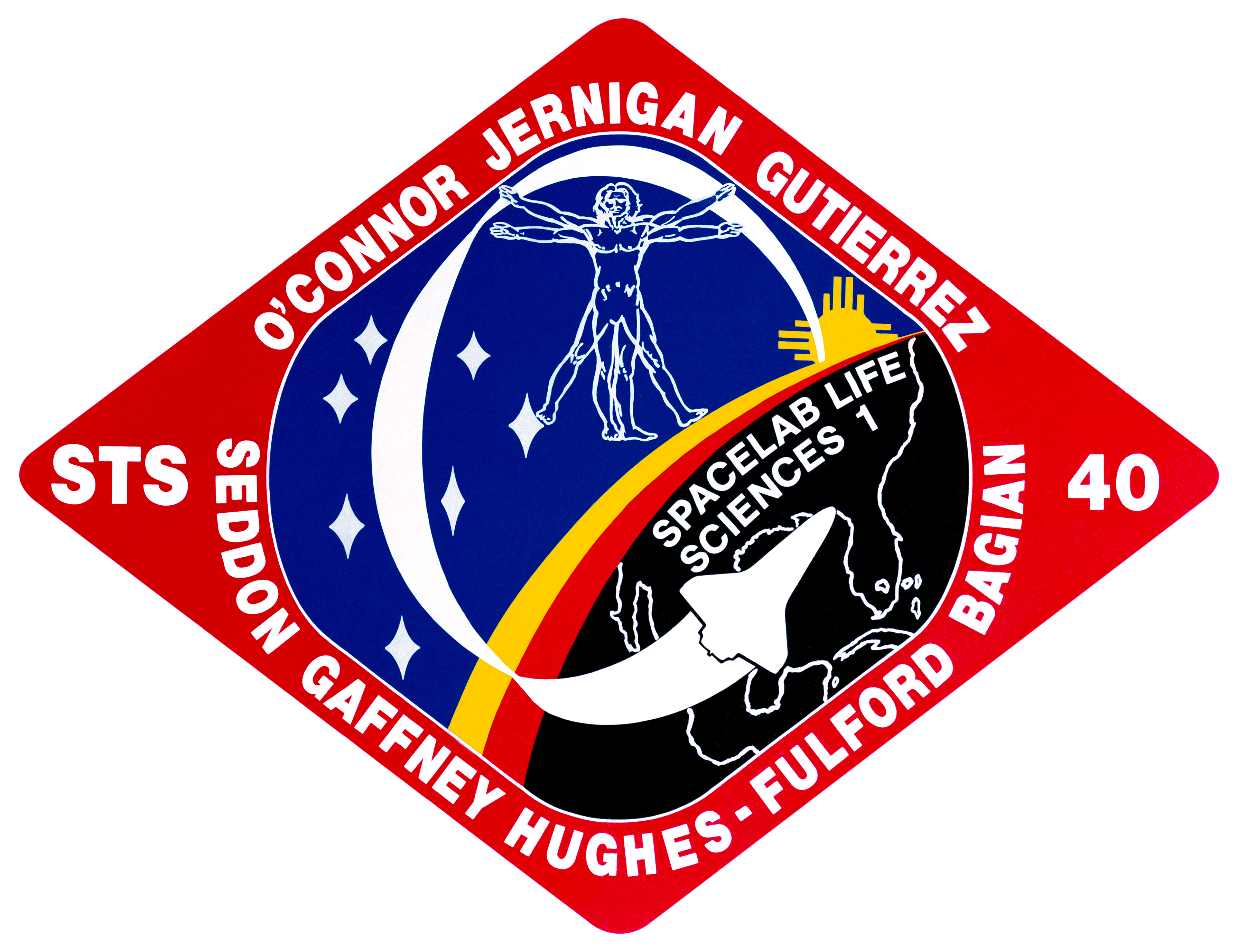
Misión STS-40

Fue seleccionada como especialista en carga útil por la NASA en enero de 1983, y voló en junio de 1991 a bordo de la STS-40 Spacelab Life Sciences (SLS 1), la primera misión de Spacelab dedicada a estudios biomédicos. La misión SLS-1 realizó 146 órbitas alrededor de la Tierra y su tripulación completó más de 18 experimentos durante un período de 9 días, trayendo más datos médicos que cualquier otro vuelo anterior de la NASA. La duración de la misión fue de 218 horas, 14 minutos y 20 segundos.
Fue la investigadora Principal en una serie de experimentos SpaceHab / Biorack, que examinaron la regulación del crecimiento de los osteoblastos (células óseas). Estos experimentos volaron en el STS-76, en marzo de 1996, la STS-81 en enero de 1997 y la STS-84 en mayo de 1997. Estos estudios examinaron las causas fundamentales de la osteoporosis que ocurre en los astronautas durante los vuelos espaciales. Encontró cambios en la transducción de señal anabólica en microgravedad. En colaboración con Augusto Cogoli de Zúrich, Suiza, estuvo examinando los cambios en la inducción de genes de células T en vuelos espaciales en un experimento conjunto NASA / ESA de la Estación Espacial Internacional que irá hacia arriba en la Soyuz TMA-9 en septiembre de 2006. Este estudio (Leukin) examina el mecanismo de acción que causa la disminución de la activación de las células T en la microgravedad, un problema médico que se descubrió por primera vez en el regreso de los astronautas del Apolo. Las células T aisladas se activarán en el vuelo espacial en el hardware Biopack; la activación alterada será examinada por análisis de reacción en cadena de la polimerasa con transcriptasa inversa (RTPCR) de genes inducidos. En enero de 2002, se aprobaron nuevos estudios de regulación génica y transducción de señales en vuelos espaciales para experimentos Shuttle / ISS que examinan la activación de la señal de la proteína quinasa C (PKC).
Hughes-Fulford fue profesora en el Centro Médico de la Universidad de California en San Francisco, donde continúa su investigación. Como directora del Laboratorio de Crecimiento y Diferenciación Celular y Asesora Científica de la Subsecretaría de Asuntos de Veteranos, estudió el control del crecimiento del cáncer de próstata humano con subvenciones VA y la regulación de la activación ósea y linfocitaria con subvenciones de la NASA.